# Prothoe vilma
Prothoe vilma är en fjärilsart som beskrevs av Hans Fruhstorfer 1902. Prothoe vilma ingår i släktet Prothoe och familjen praktfjärilar. Inga underarter finns listade i Catalogue of Life.